# Stiptocnemis gilleti
Stiptocnemis gilleti là một loài bọ cánh cứng trong họ Bọ hung (Scarabaeidae).